# Міст Іст-Лінк
Міст Тома Кларка (англ. The Tom Clarke Bridge, ірл. Droichead Thomáis Uí Chléirigh), раніше широко відомий як Міст Іст-Лінк (англ. East-Link, ірл. Droichead an Nascbhóthair Thoir) — міст через річку Ліффі в Дубліні. Належить Міській раді Дубліна і експлуатується компанією NTR plc. Являє собою підйомний міст, який з'єднує райони Дубліна Норт-Волл і Рінгсенд. Міст Іст-Лінк є найсхіднішим мостом на річці Ліффі та нібито відкриває вхід у порт Дубліна з Дублінської затоки. Міст є частиною регіональної дороги R131.

## Історія та використання
Міст є найсхіднішою переправою на Ліффі і замінив низку поромів, які здійснювали переправу через річку в цьому місці ще у 1655 році. Міст було збудовано компанією NTR і відкрито для руху автотранспорту в жовтні 1984 року.
Центр міста знаходиться на захід від мосту, який з'єднує маршрути на східній стороні Дубліна. Дублінський портовий тунель закінчується на північ від Іст-Лінк вздовж Іст Волл Роуд, в Доклендс на північному березі річки Ліффі. Більшість дублінських доків знаходяться на схід від мосту, але його піднімають в середньому тричі на день, щоб пропустити річковий транспорт.
Станом на 2016 рік, від 14 000 до 17 000 транспортних засобів на день перетинають міст. Станом на 2016 рік вантажівки та легкові автомобілі платять або готівкою, або за допомогою електронних жетонів, а велосипеди та мотоцикли перетинають міст безкоштовно.

## Назва
.

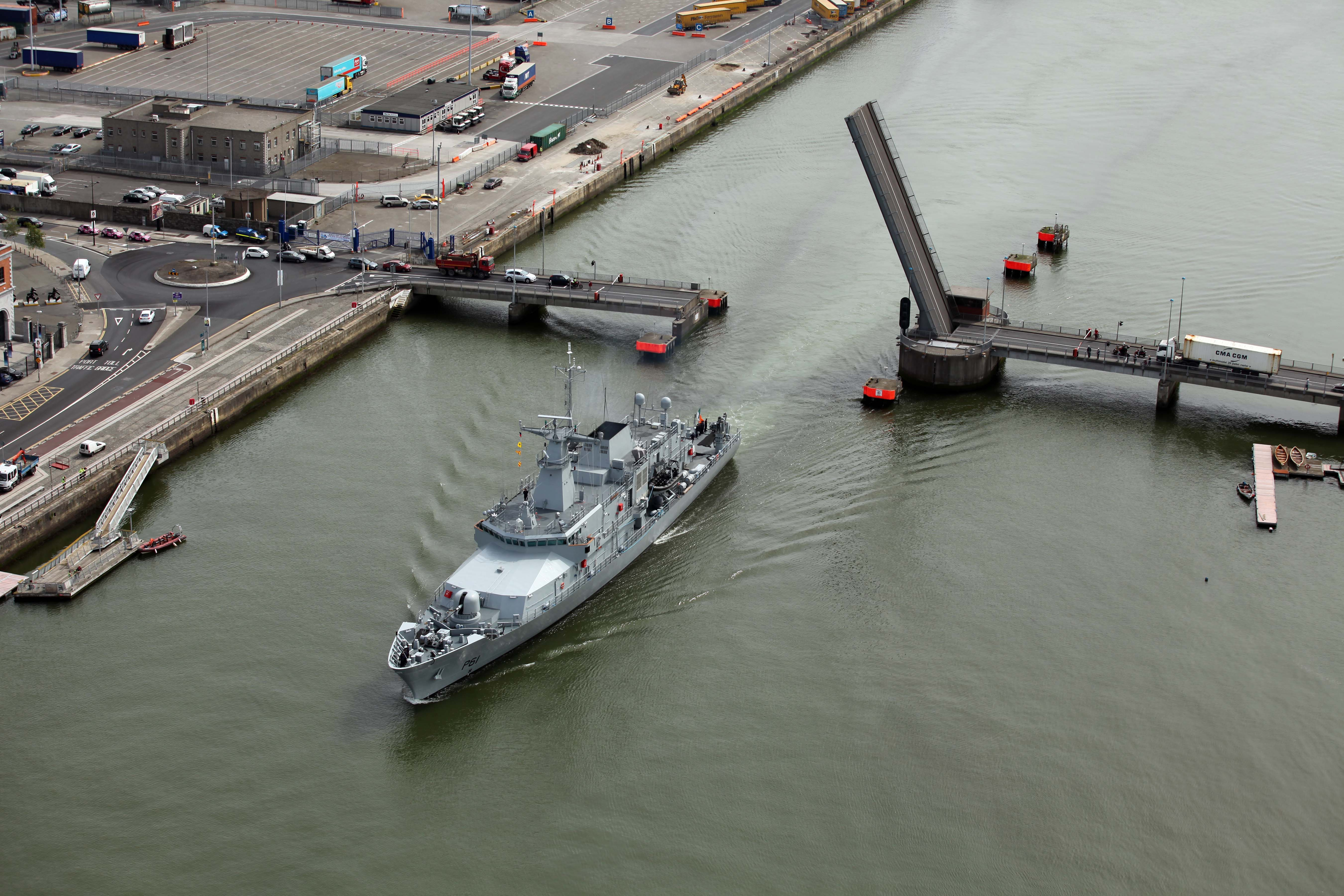
Повітряний вид з прольотом підйомника мосту, піднятим для судна

Спочатку прийнявши функціональну назву, міст Іст-Лінк був офіційно перейменований на міст Томаса Кларка президентом Майклом Гіґґінсом на честь ірландського республіканця Томаса Кларка.
Церемонія перейменування відбулася 3 травня 2016 року, відзначаючи сторіччя з дня, коли Кларка було розстріляно у Кілмейнхемська в'язниця за участь у Великодньому повстанні 1916 року.

## Інциденти
У жовтні 1985 року судно MV Miranda Guinness з вантажем Guinness, що прямувало до Ліверпулю, зіткнулося з мостом.

## Цікаві факти
Зображення піднятого моста Іст-Лінк використано у відеокліпі для знаменитої пісні Pride (In the Name of Love) («Гордість (В ім'я любові)») групи U2.